# Parmenides (dialog)
Parmenides (Oldgræsk Παρμενίδης Parmenídēs) er en dialog skrevet af filosoffen Platon om enhed og flerhed, væren og ikke-væren. Den videregiver en fiktiv samtale mellem Platons lærer Sokrates med den førsokratiske filosoffen Parmenides, som dialogen er opkaldt efter, dennes elev Zenon fra Elea og en ung mand ved navn Aristoteles, der ikke skal forveksles med den berømte filosof Aristoteles. Den gamle Parmenides er på besøg i Sokrates' hjemby Athen. Han optræder med stor autoritet; overfor ham står den kun nittenårige Sokrates som en elev.
Situationen er sandsynligvis frit opfundet. Parmenides og Zenon boede i græske kolonier i Syditalien, hvor Parmenides var den mest berømte repræsentant for den filosofiske eleatiske skole, opkaldt efter hans hjemby Elea.
Rammehistorien falder to forskelligt udformede dele. I den første del omtales vanskeligheder, omkring Platons idélære. Brugen af grundlæggende begreber som "mange" og "en" medfører paradokser, når man opfatter ideer som selvstændigt eksisterende metafysiske entiteter og som årsag til fænomenerne. Yderligere mangler der en forklaring for sammenhængen mellem ide og fænomen, og ideerne forekommer principielt uerkendbare. Det lykkes ikke, at løse problemerne; overvejelserne leder til apori (rådløshed). Den anden del udspiller sig mellem Parmenides og Aristoteles: Parmedines giver tankeøvelser, der er forberedelse til opdagelsen af løsninger på problemerne fra første del. Løsningerne selv præsenteres ikke.
Parmenides opfattes som Platons mest vanskelige og gådefulde dialog. I årtier har der foregået en intens forskningsdiskussion om dens filosofiske indhold, uden meget enighed. Et hovedproblem er, at Platon her fremstiller sin idelære, en kernedel af hans filosofi, som problematisk og selvmodsigende. Det er omstridt hvad han vil opnå med kritikken af sin idelære, om han overhovedet tog den alvorligt eller kun betragtede det som træning, hvilke konsekvenser han uddrog, og hvor tvingende han mente de enkelte argumenter i dialogen. Spektret af tolkninger rækker fra den hypotese, at Platon opgav idelæren, til forklaringer, der mener øvelserne i anden del skal gøre læseren i stand til selv at finde løsningerne. Iflg. en omstridt hypotese har Platons ikke nedskrevne mundligt overleverede filosofi udvejen til de problemer der beskrives i Parmenides.

## Rammehandling, sted og tid
Den egentlige dialog finder sted i en rammehandling. Fortælleren er i begyndelsen en mand ved navn Kefalos, der kommer fra Keizomenai i Lilleasien. Han beretter om et besøg i Athen, som han foretog med sine landsmænd. Handlingen begynder på agoraen, Athens markeds- og forsamlingsplads. Der møder gruppen fra Klaizomena to bekendte, Platons brødre Klaukon og Adeimantos. De tager til Glaukons og Adeimantos' halvbroder Antifons hus, i den nærliggende bydel Melite. Der fortæller Antifon, på opfordring, om en samtale som Parmenides, Zenon, Sokrates og Aristoteles havde for lang tid siden. Hans skildring af den fortidige samtale udgør det egentlige indhold af Parmenides.
Antifon var dog ikke selv tilstede under den filosofiske diskussion, som han videregiver detaljeret. Han blev først født længe efter. Derfor kender han den kun fra en ven af Zenon ved navn Pythodoros, i hvis hus i Kerameikos begge filosofferne fra Italien en gang boede, og hvor samtalen fandt sted. Pythodoros var til stedet ved samtalen, og havde lyttet opmærksomt efter. Årtier efter fortalte han ofte detaljerne til den den gang unge Antifon, der lærte sig Pythodoros beretning udenad. I dialogens nutid er Antifon nu en moden mand, men han er i stand til at genfortælle samtalen ud fra hukommelsen. Læseren hører således kun om samtalen på fjerde hånd, idet den er formidlet gennem Pythodoros, Antifon og Kefalos.